# Дама с камелиями (балет Ноймайера)
«Дама с камелиями» (нем. Die Kameliendame) — балет в трёх актах, поставленный балетмейстером Джоном Ноймайером на музыку Фридерика Шопена. Литературной основой постановки послужил роман Александра Дюма-младшего «Дама с камелиями». Премьера балета состоялась в Штутгарте в 1978 году.

## История создания
В 1963—1969 гг. Ноймайер работал в балете Штутгарта под руководством Джона Кранко. После смерти Кранко в 1976 году труппу возглавила Марсия Хайде, и Ноймайеру, занимавшему на тот момент должность руководителя Гамбургского балета, было предложено поставить полнометражный спектакль.

Изначально Ноймайер планировал поставить балет по пьесе Шекспира «Антоний и Клеопатра». Однако во время обеда с Хайде к нему пришла идея именно «Дамы с камелиями»: 
Однажды за обедом Марсия вдруг так взглянула на меня, что я понял, какой балет я хочу для нее поставить — «Даму с камелиями» по роману Дюма-сына. Тем более, что этот сюжет давно меня привлекал.
В качестве музыки для балета рассматривались переработанная музыка к опере Джузеппе Верди «Травиата», а также работы французского композитора Анри Соге. Итоговое решение было предложено дирижёром Герхардом Марксоном: для «Дамы с камелиями» было решено выбрать ряд произведений Фридерика Шопена — и оркестровых, и фортепианных. Так, для кульминационных моментов были использованы исключительно фортепианные «Соната № 3» и «Баллада № 1».

## Премьера
Премьера «Дамы с камелиями» состоялась 4 ноября 1978 года на сцене Государственного театра Штутгарта. Балет был поставлен в трёх актах. Автором либретто и хореографии стал Ноймайер, художником — Юрген Розе. Главные роли исполнили Марсия Хайде, Эгон Мадсен, Биргит Кайль и Ричард Крэган.

## Другие постановки
В 1981 году состоялась премьера «Дамы с камелиями» на сцене Гамбургского балета. Главных персонажей танцевали Марсия Хайде, Кевин Хейген, Линн Чарльз и Жан-Кристоф Майо. Помимо Гамбурга, балет был показан во многих других городах во время гастролей. В 1987 году по постановке Гамбургского театра был снят фильм-балет, главные партии в котором исполнили Марсия Хайде и Иван Лишка.
«Дама с камелиями» входит в репертуар многих ведущих мировых театров, в том числе Парижской оперы, Ла Скала и Американского театра балета.
В 2014 году по инициативе Сергея Филина «Дама с камелиями» была поставлена в Большом театре. Главные роли исполнили Светлана Захарова, Эдвин Ревазов, Ольга Смирнова и Артём Овчаренко.